# Louis Saeys
Pour les articles homonymes, voir Saeys.
Louis Saeys est un footballeur  et entraîneur belge né le 26 novembre 1887 à Bruges (Belgique) et mort le 2 juin 1952 à Bruges (Belgique).

## Biographie
Attaquant d'une grande efficacité comme buteur, il a joué au Cercle Bruges KSV où il a remporté  deux fois le Championnat de Belgique, en 1911 et en 1927. Il a marqué 101 buts en 302 matches de championnat.
Il a joué en équipe de Belgique à 24 reprises et marqué 9 buts.
Il a été le premier véritable entraîneur des Groen-Zwart, fonction qu'il a assuré en même temps que celle de joueur de 1914 à 1927. Après avoir arrêté sa carrière de footballeur, il a continué à entraîner toujours dans le même club, en 1927-1928 et en 1941-1942.

## Palmarès
- International belge de 1907 à 1914 (24 sélections et 9 buts marqués)
- Champion de Belgique en 1911 et 1927 avec le Cercle Bruges KSV
- Finaliste de la Coupe de Belgique en 1913 avec le Cercle Bruges KSV